# Platform (informatika)
Az informatikában platform alatt olyan hardver- és/vagy szoftverkörnyezetet értünk, amely meghatározza, hogy az adott számítógépen milyen egyéb programok használhatók.

## Java
A Java programok olyan programok, amelyek számára a platformot egy szoftverkörnyezet, a Java platform képezi. A Java forráskódot egy köztes kódra, az úgynevezett bájtkódra fordítjuk le, amit azután egy interpreter, a JVM értelmez. A Java platform a JVM-en kívül a Java program és a Java szoftverkönyvtárak közötti interfészt is magába foglalja. A Java nyelvet és a bytecode-ot platformfüggetlenként szokás említeni. Ez azonban csak azért van így, mert a Java nemcsak programozási nyelv, hanem platform is egyben. Valójában egyetlen szoftver sem lehet platformfüggetlen, hiszen minden szoftverhez szükség van valamilyen platformra.

## Példák hardverplatformokra
- Win32 Wintel, azaz Intel x86 vagy ezzel kompatibilis hardver Windows operációs rendszerrel
- Lintel, azaz Intel x86 vagy ezzel kompatibilis hardver Linux operációs rendszerrel
- x86 Intel x86 valamilyen UNIX változattal, például a BSD operációs rendszerrel
- RISC processzor alapú számítógépeken UNIX operációs rendszerrel (például Sun számítógépek Solaris operációs rendszerrel)
- Macintosh számítógépek Apple Computer hardverrel és MacOS operációs rendszerrel
- Régebbi home computer, otthoni számítógép kategóriába sorolt mikroszámítógépek
- Nagyszámítógépek (mainframe) saját operációs rendszerrel, például az IBM System/360-as gépek